# Aire d'attraction de Lons-le-Saunier
L'aire d'attraction de Lons-le-Saunier est un zonage d'étude défini par l'Insee pour caractériser l’influence de la commune de Lons-le-Saunier sur les communes environnantes. Publiée en octobre 2020, elle se substitue à l'aire urbaine de Lons-le-Saunier, qui comportait 89 communes dans le zonage de 2010.

## Définition
L'aire d'attraction d'une ville est composée d’un pôle, défini à partir de critères de population et d’emploi ainsi que d’une couronne constituée des communes dont au moins 15 % des actifs travaillent dans le pôle. Le pôle d’attraction constitue ainsi un point de convergence des déplacements domicile-travail,.

## Géographie
L’aire d'attraction de Lons-le-Saunier est une aire inter-départementale qui comporte 138 communes : 133 situées dans le département du Jura et 5 en Saône-et-Loire (Beaurepaire-en-Bresse, Bellevesvre, Le Fay, Saillenard et Savigny-en-Revermont). 

### Carte

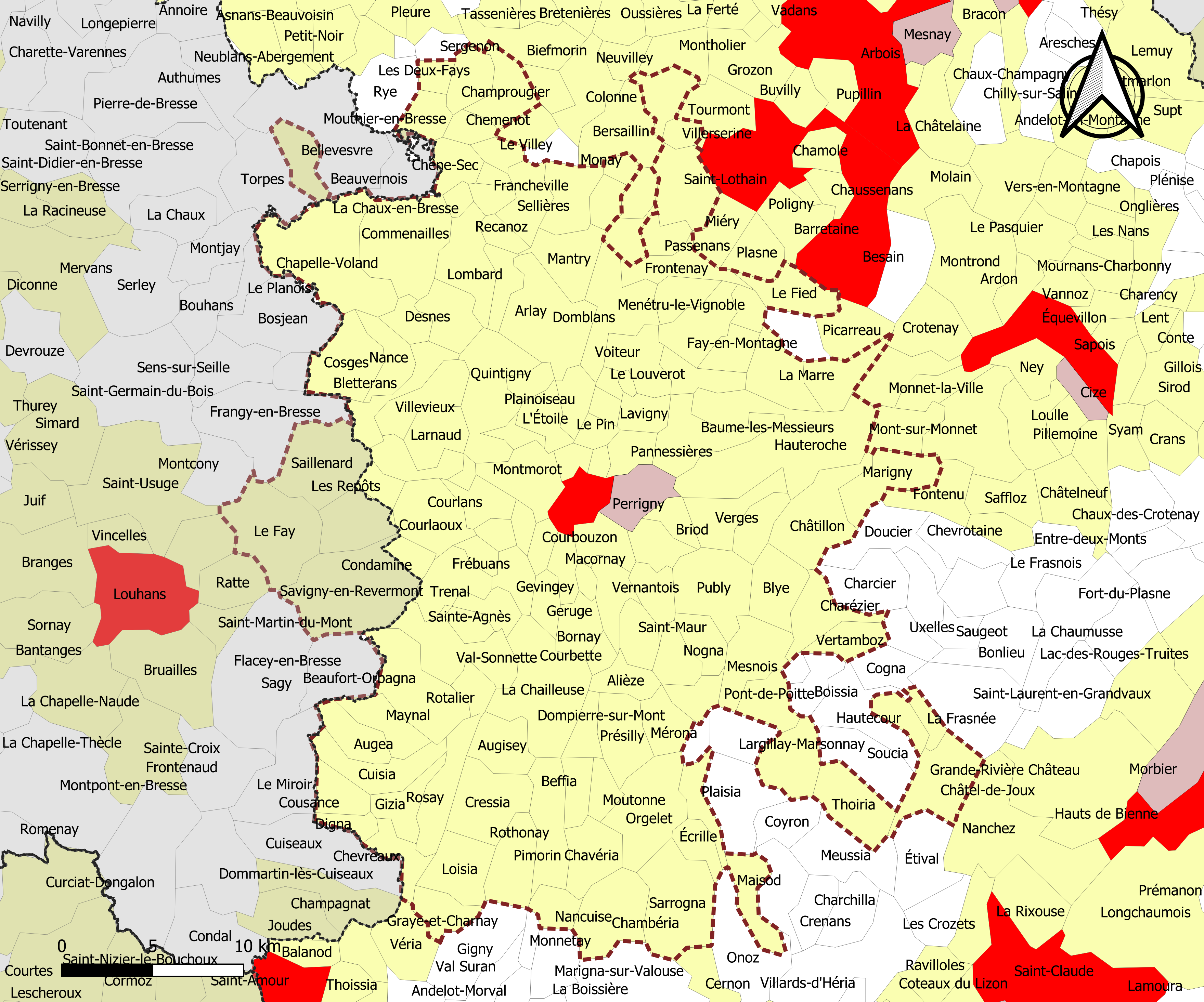
Carte de l'aire d'attraction de Lons-le-Saunier.
Commune-centre
Commune du pôle principal
Commune de la couronne

### Composition communale
| Catégorie                 | Département    | Communes | Communes |
| Catégorie                 | Département    | Nombre   | Libellé |
| ------------------------- | -------------- | -------- | --- |
| Commune-centre            | Jura           | 1        | Lons-le-Saunier. |
| Commune du pôle principal | Jura           | 1        | Perrigny. |
| Communes de la couronne   | Jura           | 131      | Alièze, Arlay, La Chailleuse, Augea, Augisey, Barésia-sur-l'Ain, Baume-les-Messieurs, Beaufort-Orbagna, Beffia, Bletterans, Blois-sur-Seille, Blye, Bois-de-Gand, Bonnefontaine, Bornay, Brainans, Briod, Cesancey, Chambéria, Champrougier, Chapelle-Voland, Charézier, La Chassagne, Château-Chalon, Châtel-de-Joux, Châtillon, Chaumergy, La Chaux-en-Bresse, Chavéria, Chevreaux, Chille, Chilly-le-Vignoble, Commenailles, Condamine, Conliège, Cosges, Courbette, Courbouzon, Courlans, Courlaoux, Cousance, Hauteroche, Cressia, Cuisia, Desnes, Les Deux-Fays, Digna, Domblans, Dompierre-sur-Mont, Écrille, L'Étoile, Le Fied, Fontainebrux, Foulenay, Francheville, La Frasnée, Frébuans, Frontenay, Geruge, Gevingey, Gizia, Graye-et-Charnay, Hautecour, Ladoye-sur-Seille, Larnaud, Lavigny, Loisia, Lombard, Le Louverot, Macornay, Mantry, Marigny, Marnézia, La Marre, Maynal, Menétru-le-Vignoble, Mesnois, Messia-sur-Sorne, Moiron, Monay, Montaigu, Montain, Montmorot, Moutonne, Nance, Nancuise, Nevy-sur-Seille, Nogna, Orgelet, Pannessières, Passenans, Pimorin, Le Pin, Plainoiseau, Plaisia, Poids-de-Fiole, Pont-de-Poitte, Présilly, Publy, Quintigny, Recanoz, Reithouse, Relans, Les Repôts, Revigny, Rosay, Rotalier, Rothonay, Ruffey-sur-Seille, Saint-Didier, Saint-Lothain, Saint-Maur, Sarrogna, Sellières, Sergenaux, Thoiria, Toulouse-le-Château, Trenal, Verges, Vernantois, Le Vernois, Vers-sous-Sellières, Vertamboz, Vevy, Villeneuve-sous-Pymont, Villerserine, Villevieux, Le Villey, Val-Sonnette, Vincent-Froideville, Voiteur. |
| Communes de la couronne   | Saône-et-Loire | 5        | Beaurepaire-en-Bresse, Bellevesvre, Le Fay, Saillenard, Savigny-en-Revermont. |

## Démographie
Cette aire est catégorisée dans les aires de 50 000 à moins de 200 000 habitants, une catégorie qui regroupe 18,4 % de la population au niveau national.